# Eldorádo (film)
Eldorádo (v anglickém originále The Road to El Dorado) je americký animovaný komediální film režiséra Biba Bergerona a Dona Paula. Ve filmu se objevili Kevin Kline, Kenneth Branagh, Rosie Perez, Armand Assante a Edward James Olmos.

## Obsazení
- Kevin Kline – Tulio
- Kenneth Branagh – Miguel
- Rosie Perez – Chel
- Jim Cummings – Hernán Cortés
- Armand Assante – Tzekel– Khan
- Edward James Olmos – Tannabok
- Tobin Bell – Zaragoza
- Frank Welker – Altivo
- Jeff Bennett – Monopoly Man
- Jennifer Seguin – Old Woman
- Jerry Orbach – Old Man